# بعطی‌ارس
بعطی‌ارس (انگلیسی: Batyires؛ ‏ مصری باستان: Bꜣ.ti ir.s) یا باتی‌ارس ملکه همسر مصر باستان در دوران حکومت دودمان نخست مصر بود.

## ریشه‌شناسی نام
فلندرز پتری ممکن است دو هیروگلیف اول را بخشی از یک عنوان در نظر گرفته باشد، و نامی را که بر قطعه سنگ قاهره دیده می‌شود به‌صورت تارست (Tarset) خوانده است. آنری گوتیه این نام را تِف‌تی-ایری‌ست (Tef-ti-iriset) خوانده، و آی.ای.اس. ادواردز و توبی ویلکینسون آن را به صورت بات-ایری-ست (Bat-iry-set) می‌خوانند. امروزه این نام معمولاً به صورت بِترِست (Betrest) یا بعطی‌ارس (Batyires) خوانده می‌شود. بر اساس نظر زیلکه رُت (Silke Roth)، نام بعطی‌ارس به معنی «باشد که باتا نسبت به او خوش‌نیت باشد» است. او معتقد است که نام این ملکه با خدای نیاکانی به نام باتا (که گاهی به صورت باتی نیز خوانده می‌شود) در ارتباط بوده است. توبی ویلکینسون در عوض، این نام را به صورت «مادری همراه اوست» تفسیر می‌کند و به احتمال جایگاه این ملکه به عنوان مادر پادشاهی اشاره دارد که پس از همسرش، فرعون دِن یا آنجیب به تخت نشسته است.

## هویت
گفته می‌شود که بعطی‌ارس مادر سمرخت بوده است. نام او در خط سوم از قطعه سنگ قاهره (C1) دیده می‌شود، جایی که او عنوان موت به معنی «مادر» را دارد. هویت همسر او مورد اختلاف است. برخی بر این باورند که فرعون دِن همسر او بوده است. در این صورت، شاه آنجیب احتمالاً برادر ناتنی شاه سمرخت بوده است. نظریه‌ای دیگر می‌گوید که بعطی‌ارس همسر شاه کوتاه‌مدت آنجیب بوده است.
احتمال دارد که او همچنین در یک سنگ یادبود که در ابیدوس پیدا شده نیز شناسایی شده باشد. نام فردی که بر این سنگ یادبود دیده می‌شود، شامل یک هیروگلیف قوچ (که معمولاً به صورت "Ba" خوانده می‌شود) و علائم "s" و "t" است.اگر این اثر به ملکه بعطی‌ارس تعلق داشته باشد، احتمالاً بخشی از عنوانی با نشان شاهین حوروس نیز روی آن حفظ شده است؛ عنوانی که ممکن است بخشی از لقب «او که هوروس را می‌بیند» باشد، لقبی رایج برای ملکه‌های سلطنتی در پادشاهی کهن مصر. با این حال، زیلکه رُت و توبی ویلکینسون تأکید می‌کنند که هیروگلیف قوچ در دوران‌های نخست به‌گونه‌ای دیگر خوانده می‌شده است. خوانش آن به صورت "Ba" (به معنی «روح») تا دوران پادشاهی کهن ظاهر نشده بود. در طی دودمان‌های اول و دوم، این علامت به‌جای آن "Khnemu" (نام خدای خنوم) یا "Ser" (به معنی «قوچ»، «گوسفند»، یا «پدیدآورنده») خوانده می‌شده است. این خوانش با هیروگلیف "s" که بر روی سنگ یادبود دیده می‌شود، تقویت می‌شود. در مجموع، خوانش نام موجود روی سنگ یادبود باید "سرت" (Seret) بوده باشد، که معنی آن «مادر قوچ» یا «او که متعلق به قوچ است» می‌باشد. به نظر می‌رسد کاتبان دوران رامسسی که سنگ سالنامه (و بنابراین کتیبه سنگ قاهره) را تهیه کرده‌اند، از خوانش‌های قدیمی‌تر برای نماد قوچ بی‌اطلاع بوده‌اند و صرفاً آن را به صورت "Ba" خوانده‌اند، و بدین ترتیب نام اصلی سرت (Seret) را به بعطی‌ارس تغییر داده‌اند.